# Rondania insularis
Rondania insularis är en tvåvingeart som först beskrevs av Jacques-Marie-Frangile Bigot 1892.  Rondania insularis ingår i släktet Rondania och familjen parasitflugor.
Artens utbredningsområde är Kanarieöarna. Inga underarter finns listade i Catalogue of Life.